# Rich Skrenta

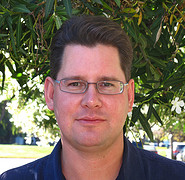
Rich Skrenta, CEO da blekko (retratado em 2009, com 42 anos)

Richard "Rich" Skrenta (Pittsburgh, Pensilvânia, nascido em 1967) é um programador de computador e empresário do Vale do Silício. Em 1982, quando era um estudante do ginásio na Mt. Lebanon High School, escreveu o Elk Cloner, um vírus que infectou computadores Apple II. Acredita-se que este seja o primeiro vírus propagador de larga escala já criado.

## Biografia
Richard J Skrenta Jr nasceu em Pittsburgh em 6 de junho de 1967. Em 1982, aos 15 anos, quando era um estudante do ensino médio em Mt. Lebanon High School, Skrenta escreveu o vírus Elk Cloner que infectou máquinas Apple II. Acredita-se amplamente que foi um dos primeiros vírus de computador pessoal de auto-propagação em grande escala já criado.
Em 1989, Skrenta se formou em ciências da computação pela Northwestern University.
Em 1989, Skrenta começou a trabalhar em um jogo de simulação multiplayer. Em 1994, foi lançado com o nome de Olympia como um jogo PBEM pago pela Shadow Island Games.
Entre 1991 e 1995, Skrenta trabalhou no Unix System Labs e de 1996 a 1998 com criptografia em nível de IP na Sun Microsystems. Mais tarde, ele deixou a Sun e se tornou um dos fundadores da DMOZ. 
Depois de sua passagem pela AOL, Skrenta foi cofundador da Topix LLC, uma empresa da Web 2.0 no mercado de agregação de notícias e fóruns.
Em 2005, Skrenta e seus colegas cofundadores venderam 75% das ações da Topix para um consórcio de jornais formado por Tribune, Gannett e Knight Ridder.
No final dos anos 2000, Skrenta chefiou a empresa iniciante Blekko Inc, que era um mecanismo de busca na Internet. Blekko recebeu apoio inicial de investimento de Marc Andreessen e começou o teste beta público em 1 de novembro de 2010. 
Em 2015, a IBM adquiriu a empresa Blekko e o mecanismo de pesquisa para seu sistema de computador Watson.
Skrenta ajudou no desenvolvimento do VMS Monster, um antigo MUD para VMS. O VMS Monster foi parte da inspiração para o TinyMUD. 

## Ligações Externas
- Página oficial de Skrenta (em inglês)
- Associated Press. «Prank completa 25 anos de segurança em computadores» (em inglês). CTV
- USA Today. «Entrevista com o fundador de Topix, Rich Skrenta» (em inglês)
- Sobre Blekko (em inglês)